# Vena central (glándula suprarrenal)
La vena central del la glándula suprarrenal (TA: vena centralis glandulae suprarenalis) es una gran vena única en la que se vacían las diversas venas de la superficie de la glándula suprarrenal. Continúa a nivel del hilio como vena suprarrenal.

## Imágenes adicionales

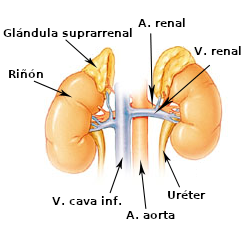
Detalle de los riñones y de las respectivas glándulas suprarrenales. Están señalados los vasos sanguíneos más importantes.
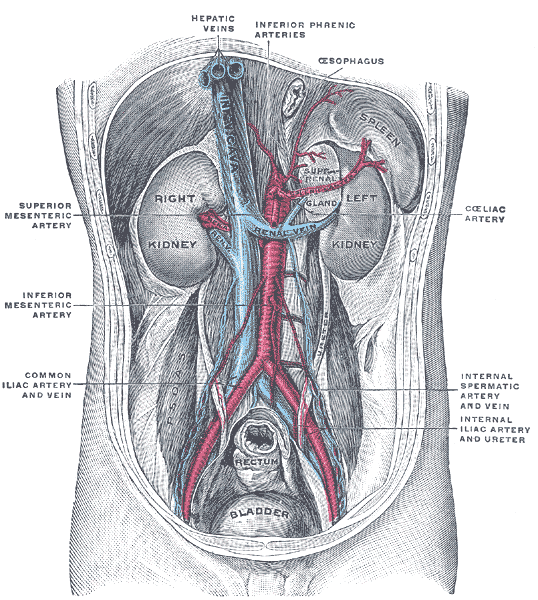
Pared abdominal posterior, tras retirar el peritoneo. Se aprecian los riñones, las glándulas suprarrenales y los grandes vasos.